# 东方明珠 (公司)
东方明珠新媒体股份有限公司（上交所：600637）成立於1992年，前身為「上海東方明珠（集團）股份有限公司」，上市前身代碼為600832.SS，從事文化休閑娱樂（包括建設及經營東方明珠塔、旅遊、餐飲、高檔消費）、媒體（移動電視、手機電視）、對外投資（股票、物流、房地產、教育設施、物業管理）等業務，是上海市人民政府列入的50家重點大型企業之一。母公司是上海文化廣播影視集團。

## 历史
东方明珠公司的成立目的是解决东方明珠广播电视塔的建设资金问题。1992年8月8日，为解决项目后续资金需求，由上海市广电局下属4家单位发起，成立东方明珠公司，先后又向银团借款4次，连同第一次，总金额8.3亿元人民币。1994年2月24日，东方明珠公司在上海证券交易所挂牌上市，成为中国内地首家文化领域上市公司。东方明珠公司充分发挥电视塔的空间和位置优势，不断开发新的观光、旅游、餐饮、购物、娱乐、休闲等功能。1996年观光业务收益达1.2亿元。2000年，东方明珠公司还清全部银团贷款。此后东方明珠公司逐步确立起以传媒投资为发展方向的主营业务战略格局，打造以文化休闲和新媒体产业为主业的多元化经营的集团公司。
2014年5月25日，东方明珠宣布，旗下子公司与索尼电脑娱乐将在上海自由贸易区成立2家合资公司，运作PlayStation 4在中国大陆地区的硬件与软件服务。
2015年5月，百视通启动吸收合并东方明珠的程序，原“东方明珠”股票（代码600832）于5月20日摘牌停止交易。6月19日，百视通已完成重大资产重组所有审批程序与交割程序，公司名称更名为“东方明珠”，并在上海证券交易所挂牌上市。原百视通成为东方明珠多媒体旗下子公司。
2015年7月17日至2015年8月14日，东方明珠经上海文化产权交易所公开挂牌出售风行网63%股权，受让方为深圳市兆驰股份有限公司。出售后，东方明珠仍持有风行网19.76%的股权。

## 旗下资产
- 尚世影业
- 五岸传播
- 百视通
- SiTV
- 广视通
- 风行网19.76%
- 东方明珠广播电视塔
- 上海国际会议中心
- 七重天宾馆
- 东方绿舟
- 东方绿舟度假村
- 东方绿舟宾馆
- 东方明珠国际旅行社
- 城市之光灯光设计
- 东方明珠文化交流公司
- 梅赛德斯-奔驰文化中心
- 东方购物
- 艾德思奇
- 百家合
- 好十传媒
- 东方有线（持有多数股权）
- 东方明珠移动电视

## 連結
- 上海东方明珠新媒体股份有限公司（页面存档备份，存于）